# Olivier Marceau
Olivier Marceau (Fontenay-aux-Roses, 30 januari 1973) is een triatleet uit Zwitserland. Hij werd wereldkampioen triatlon op de olympische afstand. Ook nam hij driemaal deel aan de Olympische Spelen, maar won hierbij geen medailles.

## Biografie
Zijn grootste succes boekte hij in 2000 door bij het wereldkampioenschap triatlon op de olympische afstand een gouden medaille te winnen. Later dat jaar werd hij zevende Olympische Spelen 2000. In 2004 en 2008 nam hij ook deel aan de Olympische Spelen. Hij werd hierbij respectievelijk achtste en negentiende. Op het EK triatlon op de olympische afstand 2008 in Lissabon won hij een bronzen medaille. Met een tijd van 1:53.54 eindigde hij achter de Fransmannen Frédéric Belaubre (goud; 1:53.03) en Tony Moulai (zilver; 1:53.23).
In 2001 werd hij vader. Momenteel is hij vrijgezel, politieman en woont in Mougins in Frankrijk.

## Titels
- Wereldkampioen triatlon op de olympische afstand: 2000

## Belangrijkste prestaties

### triatlon
- 1992: 4e WK junioren in Huntsville
- 1995: 5e EK olympische afstand in Stockholm - 1:47.55
- 1995: 40e WK olympische afstand in Cancún - 1:53.28
- 1996: 21e EK olympische afstand in Szombathely - 1:46.16
- 1996:  ITU wereldbekerwedstrijd in Parijs
- 1997: 9e WK lange afstand in Nice - 5:50.10
- 1998: 8e WK olympische afstand in Lausanne - 1:56.40
- 1998:  Franse kampioenschappen
- 1999:  Franse kampioenschappen
- 2000:  WK olympische afstand in Perth - 1:51.40
- 2000: 7e Olympische Spelen in Sydney - 1:49.18,03
- 2002: DNF WK olympische afstand in Cancún
- 2002: 5e ITU wereldbekerwedstrijd in Geelong
- 2003:  WK olympische afstand in Queenstown - 1:54.52
- 2003: 4e ITU wereldbekerwedstrijd in Athene
- 2003: 7e ITU wereldbekerwedstrijd in Geelong
- 2003: 13e EK olympische afstand in Karlovy Vary - 1:58.02
- 2004: 8e Olympische Spelen in Athene - 1:52.44,36
- 2004:  EK XTerra
- 2005: 18e EK olympische afstand in Lausanne - 1:57.48
- 2005: DNF WK olympische afstand in Gamagōri
- 2006: 24e EK lange afstand in Autun - 2:01.51
- 2006: 14e WK olympische afstand in Lausanne - 1:53.39
- 2007: 6e WK Lange Afsstand in Lorient - 3:38.31
- 2008:  EK olympische afstand in Lissabon - 1:53.54
- 2008: 19e Olympische Spelen in Peking - 1:50.50,07
- 2008: 29e WK olympische afstand in Vancouver - 1:52.24
- 2009: 31e ITU wereldbekerwedstrijd in Hamburg - 1:47.24
- 2010: 10e WK lange afstand - 6:40.30

1989: Mark Allen ·
1990: Greg Welch ·
1991: Miles Stewart ·
1992: Simon Lessing ·
1993: Spencer Smith ·
1994: Spencer Smith ·
1995: Spencer Smith ·
1996: Spencer Smith ·
1997: Chris McCormack ·
1998: Spencer Smith ·
1999: Dmitriy Gaag ·
2000: Olivier Marceau ·
2001: Peter Robertson ·
2002: Iván Raña ·
2003: Peter Robertson ·
2004: Bevan Docherty ·
2005: Peter Robertson ·
2006: Tim Don ·
2007: Daniel Unger ·
2008: Javier Gómez ·
2009: Alistair Brownlee ·
2010: Javier Gómez ·
2011: Alistair Brownlee ·
2012: Jonathan Brownlee ·
2013: Javier Gómez ·
2014: Javier Gómez ·
2015: Javier Gómez ·
2016: Mario Mola ·
2017: Mario Mola ·
2018: Mario Mola ·
2019: Vincent Luis ·
2020: Vincent Luis ·
2021: Kristian Blummenfelt